# Jordan Amavi
Jordan Kevin Amavi (* 9. März 1994 in Toulon) ist ein französischer Fußballspieler. Der linke Verteidiger steht bei Stade Brest unter Vertrag.

## Karriere

### Vereine
Amavi begann seine Karriere im Jahr 2001 in seiner Geburtsstadt bei Sporting Toulon. 2010 wechselte er in die Jugend des OGC Nizza, bei dem er ab der Saison 2012/13 für die B-Mannschaft in der fünftklassigen CFA 2 zum Einsatz kam. Zur Spielzeit 2013/14 rückte er zu den Profis auf, für die er am 10. August 2013 bei der 0:4-Auswärtsniederlage bei Olympique Lyon in der Ligue 1 debütierte. Sein erstes Tor erzielte Amavi am 20. September 2014 bei der 1:2-Niederlage beim FC Nantes.
Zur Saison 2015/16 wechselte Amavi zu Aston Villa in die englische Premier League. Er unterschrieb einen Fünfjahresvertrag. Nach zehn Ligaeinsätzen zog er sich im November 2015 einen Kreuzbandriss im rechten Knie zu und fiel bis Saisonende aus. Die Mannschaft stieg nach der Spielzeit in die Football League Championship ab.
Im August 2017 wechselte Amavi zu Olympique Marseille. Mit der Mannschaft erreichte er das Finale der Europa League 2017/18, in dem sie Atlético Madrid mit 0:3 unterlagen. Nachdem er seinen Stammplatz verloren hatte, wurde Amavi in der Winterpause 2021/22 an seinen ehemaligen Verein OGC Nizza verliehen. Im Anschluss folgte eine weitere Leihe – dieses Mal für ein Jahr zum spanischen FC Getafe.
Nachdem er in der Saison 2023/24 an Stade Brest ausgeliehen war, wechselte er im Sommer 2024 fest nach dort.

### Nationalmannschaft
Amavi absolvierte im Mai 2012 zwei Länderspiele für die U18-Auswahl des französischen Fußballverbandes. Am 11. Oktober 2013 spielte er beim 3:2-Heimsieg gegen Dänemark erstmals für die U20-Nationalmannschaft und kam für diese auf insgesamt sechs Einsätze. Sein Debüt für die U21 gab Amavi am 8. September 2014 beim 1:1 gegen Island. Sein erstes Tor erzielte er am 8. September 2015 im Rahmen eines Freundschaftsspiels gegen Brasilien.

## Erfolge
Olympique Marseille
- Europa-League-Finalist: 2018